# Оксфордшир
Оксфордшир (енгл. Oxfordshire, раније познат као County of Oxford) је грофовија у југоисточном региону Енглеске. Граничи се са грофовијама Ворикшир, Нортхемптоншир, Бакингамшир, Беркшир, Вилтшир и Глостершир. Главни и највећи град је Оксфорд. 
Грофовија Оксфордшир је позната по Универзитету у Оксфорду, издаваштву (Oxford University Press), туризму и аутомото спорту,

## Администрација
Грофовија је подељена на пет управних јединица: Оксфорд, Червел, Долина белог коња (Vale of White Horse), Западни Оксфордшир и Јужни Оксфордшир.